# Terebra pretiosa
Terebra pretiosa é uma espécie de gastrópode do gênero Terebra, pertencente à família Terebridae.